# Павловський Іван Францович
Павловський Іван Францович (Францевич)  (21 січня 1851, Боброве, Калузької губернії — 14 травня 1922 Полтава) — дослідник історії Полтавщини, архівознавець, педагог.

## Біографія

Титульна сторінка видання «Полтавцы» (1914)

Народився у родині службовця. У 1870 році закінчив Полтавську гімназію, у 1874 році — історико-філологічний факультет Київського університету Св. Володимира.
Викладав історію в Полтавському кадетському корпусі (1874—1913). Одночасно виконував обов'язки секретаря Полтавської губернської ученої архівної комісії (1903—1918). Організував музей Полтавської битви і був його завідувачем (1909—1918). Виступав організатором та учасником народних читань та недільних шкіл на Полтавщині.
Член Полтавського церковного історико-археологічного комітету. Дійсний член Таврійської губернської ученої архівної комісії (з 1915). Учасник обговорення урядового проекту правил охорони пам'яток та старожитностей. Брав участь у з'їзді представників учених архівних комісій 6-7 травня 1914 у Санкт-Петербурзі. Підтримував активні стосунки з Вадимом Львовичем Модзалевським. Під час революції 1917—1921 років виступав за збереження архіву Полтавського губернського правління.

## Праці
Іван Францович Павловський є автором понад 150 праць, у тому числі студій з історії Полтавщини XVIII—XIX ст., яку висвітлював виключно з офіційних позицій. Опублікував багато архівних документів з історії Полтавщини. Був одним з укладачів систематичного покажчика часопису «Киевская старина» (Полтава, 1911). Найкращими творами вважаються словники:
- (рос.) «Краткий биографический словарь ученых и писателей Полтавской губернии с половины XVIII века» (1912, з доповненням 1913),
- (рос.) «Полтавцы. Иерархи, государственные и общественные деятели и благотворители» (1914) — книга перевидана у 2009 році[2].
- Къ исторіи полтавскаго дворянства. 1802—1902 г. Очерки по архивнымъ даннымъ съ рисунками. Выпуск первый.— Полтава: Изданіе полтавскаго дворянства, 1906.— 278 с.+XLI.
- Павловский И. Фр. Полтава в XIX столетии. Время последних генерал-губернаторов (1834-1856). Вып. 3 : По архивных данным : (отт. из 4 вып. трудов Полтав. Ученой Архив. Комисси). – Полтава : Электрич. тип. Г. И. Маркевича, 1907. – 129 с. [Архівовано 26 вересня 2020 у Wayback Machine.]
- Павловский И. Ф. Статистические сведения о Полтавской губернии сто лет назад : (архив. материал) : (отт. из 2-го выпуска трудов Полтав. ученой архив. комис.) / И. Фр. Павловский. — Полтава : Электрич. тип. Г. И. Маркевича, 1905. – 107 с. [Архівовано 21 вересня 2020 у Wayback Machine.]
- Павловский И. Фр. Очерк деятельности малороссийского генерал-губернатора князя А. Б. Куракина (1802-1808 гг.): (По архивным данным, с рисунками) / Издание Полтавской Ученой Архивной Комиссии. — Полтава: Т-во Печатного Дела (Тип. быв. И. А. Дохмана), 1914. - 131 с., ил.

## Фотогалерея

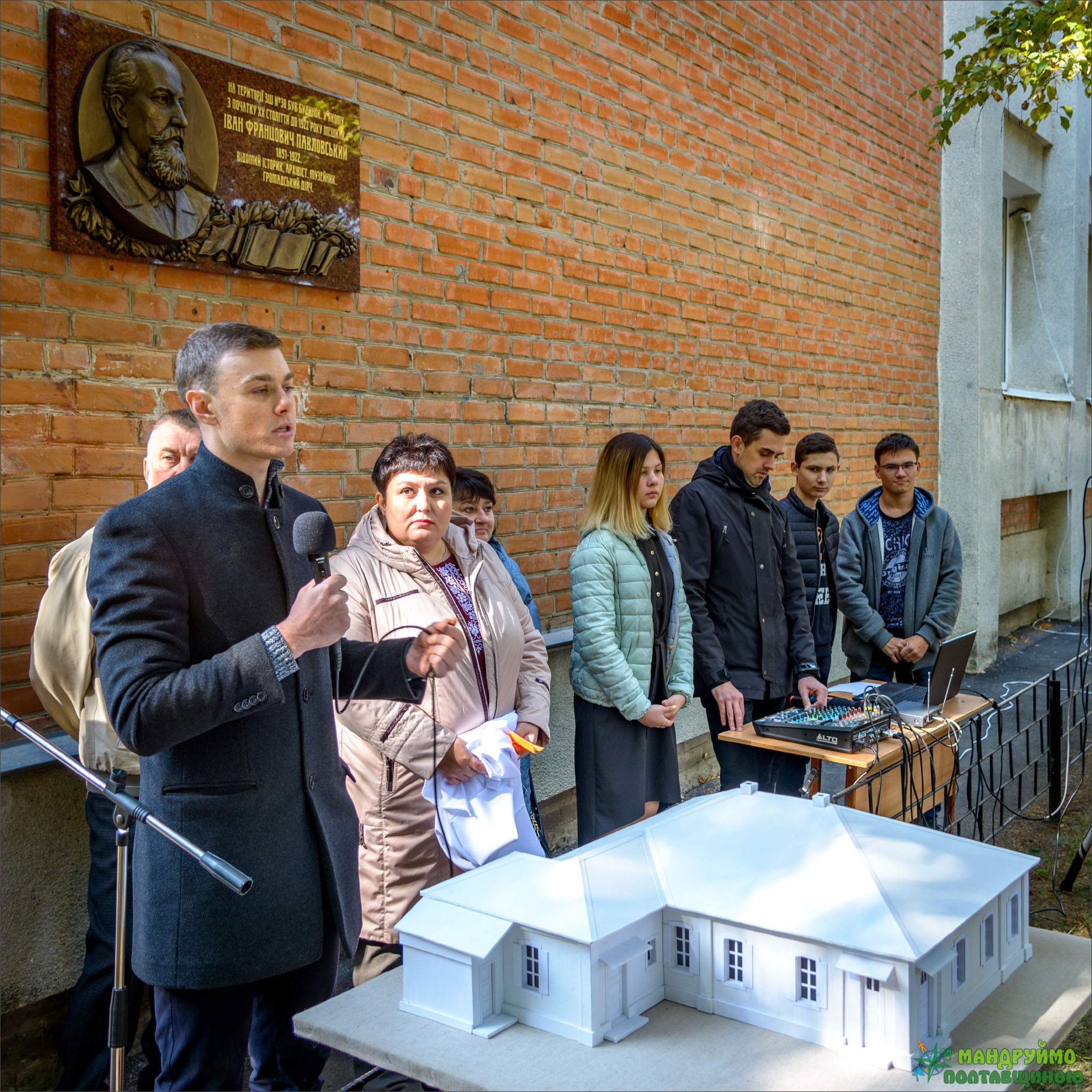
Відкриття меморіальної дошки Павловському І. Ф.
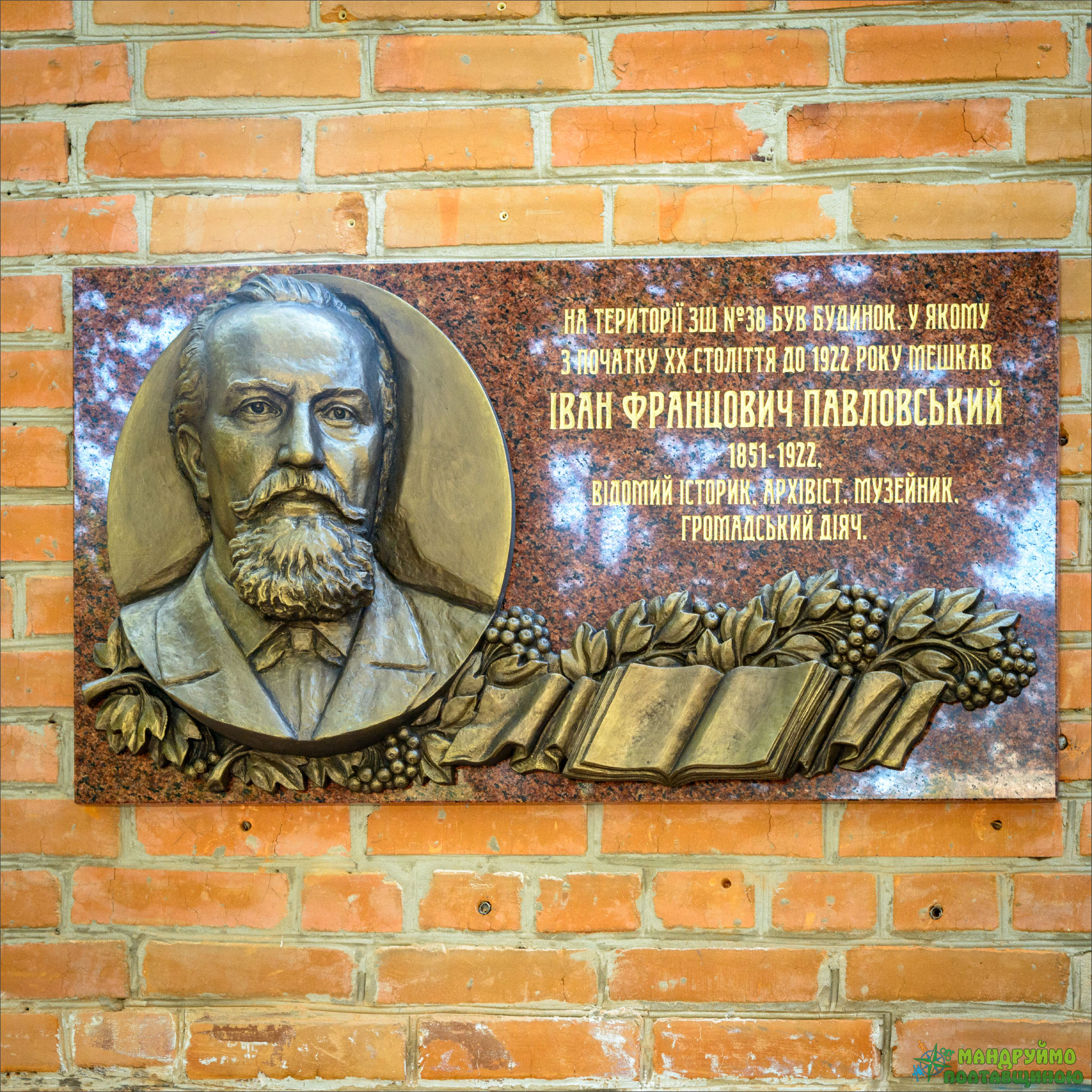
Відкриття меморіальної дошки Павловському І. Ф.
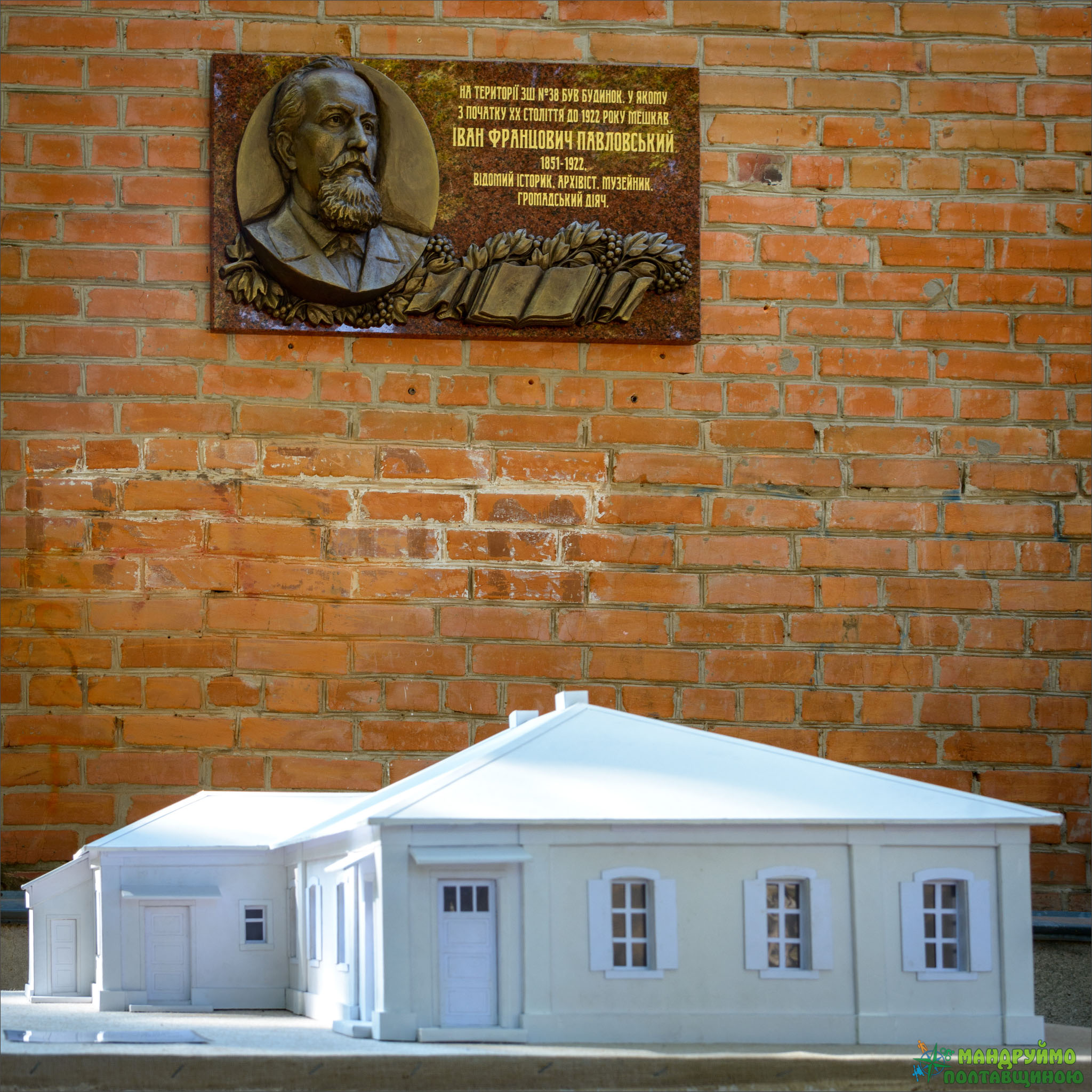
Відкриття меморіальної дошки Павловському І. Ф.
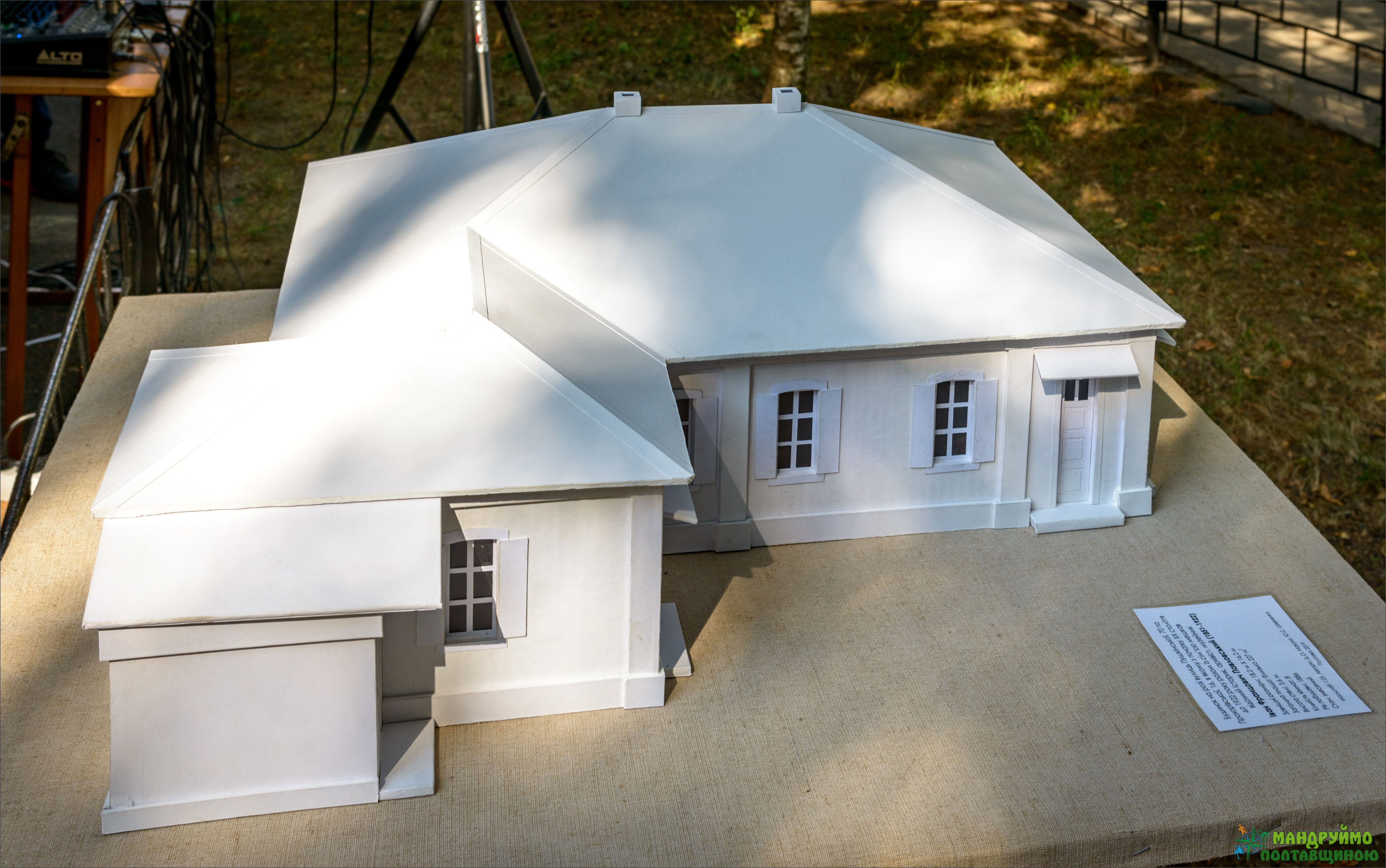
Відкриття меморіальної дошки Павловському І. Ф.
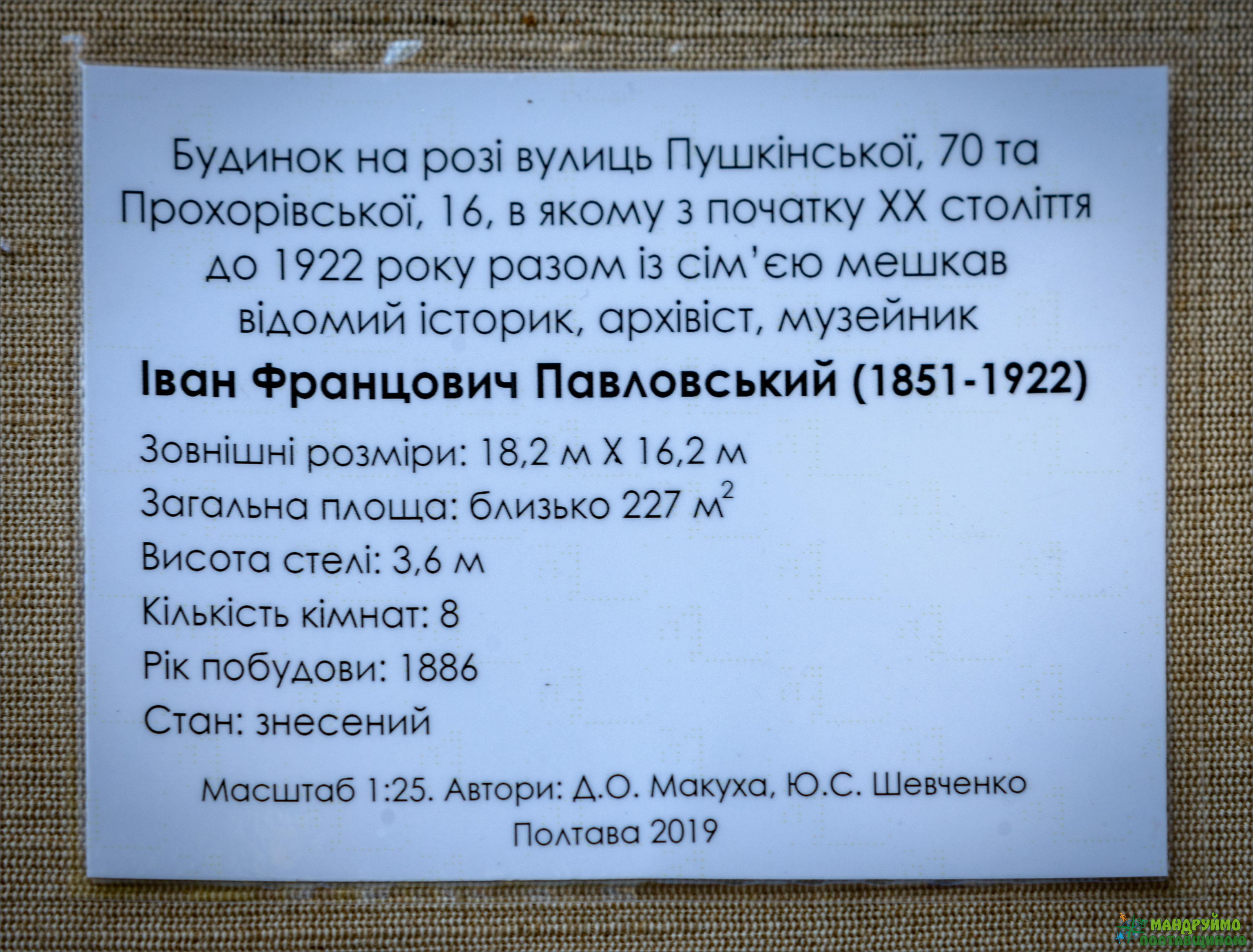
Відкриття меморіальної дошки Павловському І. Ф.